# Flatoides debilis
Flatoides debilis är en insektsart som först beskrevs av Walker 1858.  Flatoides debilis ingår i släktet Flatoides och familjen Flatidae. Inga underarter finns listade i Catalogue of Life.